# Gabriel Hässi (Generalleutnant)
Gabriel Hässi (* um 1648 in Glarus; † 21. November 1729) war ein Schweizer Offizier. Er war der Sohn des katholischen Offiziers Walter Hässi.
Hässi diente ab 1665 in der französischen Armee zunächst im Regiment Stuppa. Er nahm am Holländischen Krieg von 1672 bis 1678 teil und kommandierte von 1689 bis 1729 das Regiment Pfyffer unter anderem im Pfälzischen Erbfolgekrieg.
Ab 1693 war er im Maréchal de camp, ab 1704 Lieutenant-général. Er nahm am Spanischen Erbfolgekrieg teil. Ab 1694 war er Ritter des Ordre royal et militaire de Saint-Louis. 